# 烏利薩虹銀漢魚
烏利薩虹銀漢魚，為輻鰭魚綱銀漢魚目虹銀漢魚科的其中一種，分布於印尼淡水流域，為熱帶魚類，體長可達8.8公分，棲息在石灰岩溶洞內沙泥底質的泉水區，生活習性不明。

## 擴展閱讀
維基物種上的相關：烏利薩虹銀漢魚